# Cathy O'Brien
Cathleen Ann O'Brien, detta Cathy (Muskegon, 4 dicembre 1957), è una scrittrice statunitense.

## Biografia
Nata nel 1957, ha dichiarato nelle sue opere di essere stata usata contro la sua volontà dalla CIA attraverso i legami di suo padre con una rete di traffico sessuale di minori e costretta a partecipare a un programma clandestino di lavaggio del cervello chiamato progetto Monarch, un sottoprogetto collegato al progetto MKULTRA, venendo poi allontanata dalle attività, assieme alla figlia Kelly, dal marito Mark Philips.

## Argomenti trattati
In particolare nel 1995 ha inoltre te descritto nel suo libro TranceFormation of America dei presunti abusi sessuali, subiti da lei e sua figlia, compiuti da importanti personaggi della politica americana come George W. Bush e Dick Cheney. Nei suoi libri affronta tematiche quali personalità multipla, teoria del complotto, cospirazionismo, illuminati e controllo mentale. Ha raggiunto la fama negli ambienti cospirazionisti scrivendo di presunti complotti a proprio danno. Tuttavia le tesi della O'Brien sono  prive di riscontri e prove a supporto. Tuttavia nei testi ove si parla di tali argomentu non vi è nessun riscontro ufficiale in alcuna documentazione.

## Critiche
Anche all'interno del mondo dei complottisti la O'Brien è criticata. Kenn Thomas, nel suo libro Cyberculture Counterconspiracy: A Steamshovel Web Reader, riporta che l'autore cospirazionista Martin Cannon considera sia la O'Brien che il coautore Mark Phillips dei truffatori che utilizzano dettagli reali di vari progetti governativi per rendere verosimili i propri racconti, plausibilmente per il ritorno economico dei propri libri. Matthias Gardell nota che le affermazioni della O'Brien sono per lo più non supportate da prove o testimonianze verificabili, e che gli studi svolti sul progetto MKULTRA non hanno rilevato nulla del presunto Project Monarch cui la O'Brien fa riferimento.

## Opere
- Trance Formation of America Reality Marketing, Incorporated, 1995
- Access Denied: For Reasons of National Security. Reality Marketing, Incorporated, 2004  ISBN 0-9660165-3-X.
- PTSD: Time to Heal. Reality Marketing, Incorporated, 2017 ISBN 978-0-69277641-4.